# Amt Harburg

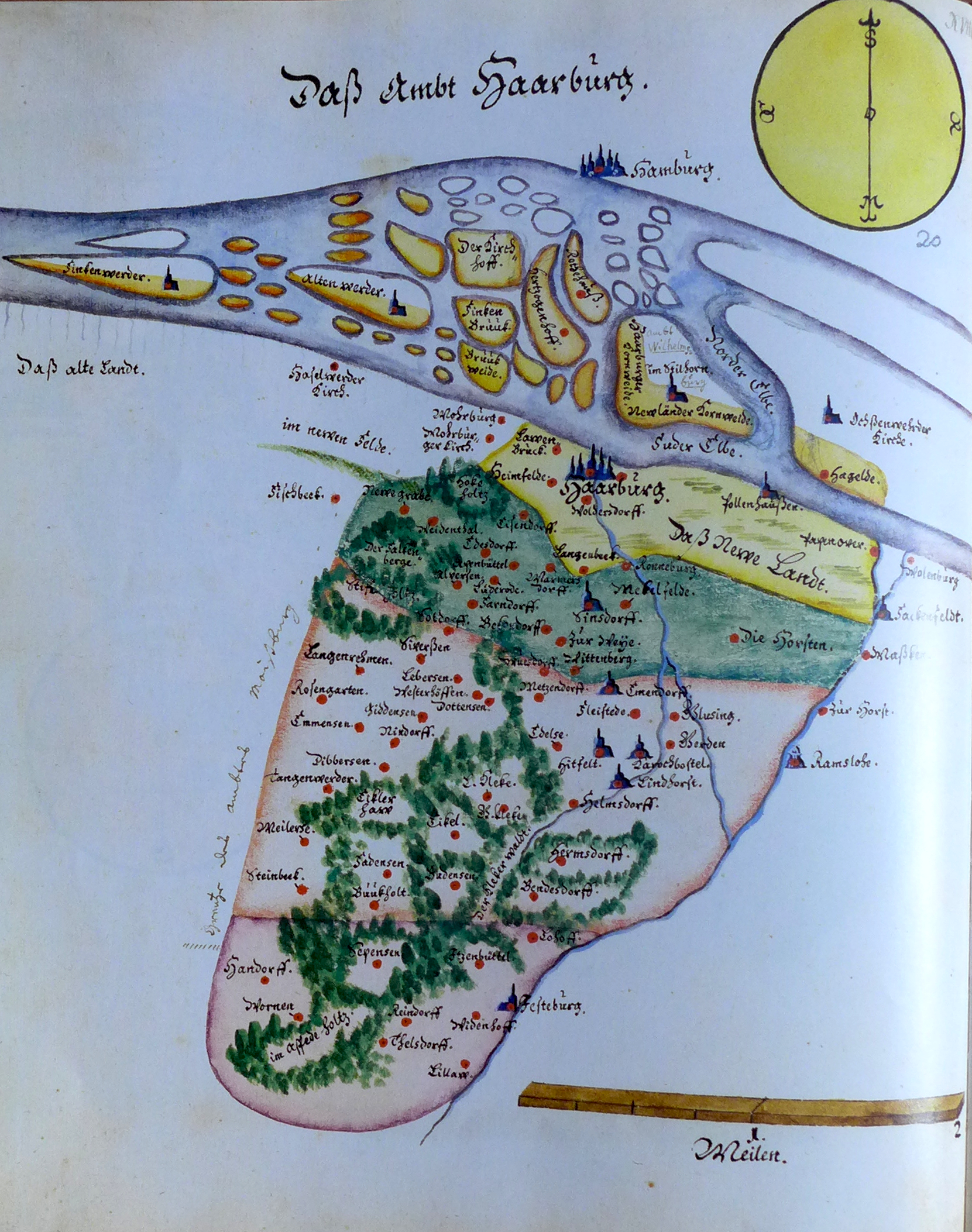
Das Amt Harburg um 1600. Ämteratlas des Fürstentums Lüneburg von Johannes Mellinger

Karte des Amtes Harburg (um 1820)

Das Amt Harburg war ein historisches Verwaltungsgebiet des Fürstentums Lüneburg, später des Königreichs Hannover  bzw. der preußischen Provinz Hannover. Übergeordnete Verwaltungsebene war die Landdrostei Lüneburg.

## Geschichte
Das Amt Harburg geht auf die mittelalterlichen Goe Hittfeld und Hollenstedt zurück, die – lange zwischen den Welfen und den Bremer Erzbischöfen umstritten – 1236 endgültig an das Fürstentum Lüneburg fielen. Die vor 1142 errichtete Grenzfeste Harburg entwickelte sich zum Zentrum und Sitz des Amtes. Sie wurde 1253 nach mehreren Zerstörungen wieder aufgebaut und war ab Mitte des 14. Jahrhunderts mitsamt dem Amt meist verpfändet (1397 bis 1407 an die Stadt Lüneburg). 1517 brachte Herzog Heinrich der Mittlere Stadt und Vogtei wieder unter welfische Hoheit. 1527 erhielt Herzog Otto die Herrschaft Harburg als Abfindung für seinen Regierungsverzicht. Seitdem bildete Harburg, 1560 ergänzt um das Amt Moiseburg, einen eigenen Herrschaftsbereich, der jedoch keine vollständige Souveränität erlangte. Nach dem Aussterben der Harburger Linie der Welfen im Jahr 1642 fiel das Amt an die Celler Linie zurück und stand seitdem unter landesherrlicher Verwaltung.
Seit der Mitte des 17. Jahrhunderts gliederte es sich in die sechs Marschvogteien Finkenwerder, Altenwerder, Lauenbruch, Kirchwerder, Over und Neuland sowie die vier Geestvogteien Höpen, Hittfeld, Jesteburg und Tostedt. Insgesamt umfasste das Amt damit sieben Elbinseln, eine Stadt, 90 Dörfer und 12 eigenständige Höfe. Nach der Franzosenzeit wurde das Amt 1815 wiederhergestellt. 1852 wurde aus den Vogteien Hittfeld und Höpen ein neues Amt Hittfeld gebildet, die Vogtei Tostedt dem Amt Moisburg zugelegt. 1859 wurde das Amt Hittfeld wieder aufgehoben und ebenso wie das bisherige Amt Wilhelmsburg mit dem Amt Harburg vereinigt. 1885 wurde das Amt in den Kreis Harburg überführt.

## Gemeinden
Bei seiner Aufhebung (1885) gehörten dem Amt folgende Gemeinden an:
| - Altenwerder - Beckedorf - Bendestorf - Buchholz - Bullenhausen - Dibbersen - Eckel - Eddelsen - Ehestorf - Eißendorf - Emmelndorf - Emsen - Finkenwerder | - Fleestedt - Friesenwerdermoor - Georgswerder (Vogtei) - Glüsingen - Groß-Moor - Gut Moor - Harburg - Harmstorf - Heimfeld - Hittfeld - Hörsten - Iddensen - Itzenbüttel | - Jehrden - Jesteburg - Karoxbostel - Klecken - Klein-Moor - Lauenbruch - Leversen - Lindhorst - Lüllau - Marmstorf - Meckelfeld - Metzendorf - Nenndorf | - Neugraben - Neuhof - Neuland - Over - Reiherstieg (Vogtei) - Rönneburg - Sinstorf - Stillhorn (Vogtei) - Sottorf - Tötensen - Vahrendorf - Wilhelmsburg - Wilstorf |

## Amtmänner
- 1764–1770: August Theodor Harding (1715–1770), Amtmann
- 1792–1795: August Wilhelm Stelling (1764–1817), Amtsschreiber, zuvor 1783 Auditor ebd.
- 1824–1832: Johann Carl Albrecht Kotzebue, Amtsassessor
- 1831–1834: Carl August Wilhelm Wyneken, Amtmann
- 1835: vakant
- 1836–1839: Claus von der Decken, Oberhauptmann
- 1839–1843: Wilhelm von Hodenberg, Drost
- 1844–1845: Eduard Christian von Lütcken, Geheimer Kabinettsrat
- 1846–1858: Eberhard Christian Compe, Amtmann, ab 1853 Oberamtmann
- 1859–1868: August Neubourg, Amtmann
- 1868–1884: Ernst Ludwig Theodor Karl von der Osten, Amtmann, Kreishauptmann